# The Trilogie – Three Journeyes Through the Norwegian Netherworlde
The Trilogie – Three Journeyes Through the Norwegian Netherworlde – wydane w 1997 roku wydanie pudełkowe trzech pierwszych albumów norweskiego zespołu muzycznego Ulver: Bergtatt – Et Eeventyr i 5 Capitler, Kveldssanger i Nattens Madrigal – Aatte Hymne Til Ulven I Manden, czyli blackmetalowo-folkowy etap w muzycznym rozwoju zespołu. Albumy zostały wydane w formie winylowych picture disków umieszczonych w ekskluzywnym pudełku, limitowanym do 1000 egzemplarzy.

## Lista utworów

### LP 1 (Bergtatt – Et Eeventyr i 5 Capitler)
1. „Capitel I: I Troldskog Faren Vild” – 7:51
2. „Capitel II: Soelen Gaaer Bag Aase Need” – 6:34
3. „Capitel III: Graablick Blev Hun Vaer” – 7:45
4. „Capitel IV: Een Stemme Locker” – 4:01
5. „Capitel V: Bergtatt – Ind I Fjeldkamrene” – 8:06

### LP 2 (Kveldssanger)
1. „Østenfor Sol Og Vestenfor Maane” – 3:26
2. „Ord” – 0:17
3. „Høyfjeldsbilde” – 2:15
4. „Nattleite” – 2:12
5. „Kveldssang” – 1:32
6. „Naturmystikk” – 2:56
7. „A Cappella (Sielens Sang)” – 1:26
8. „Hiertets Vee” – 3:55
9. „Kledt I Nattens Farger” – 2:51
10. „Halling” – 2:08
11. „Utreise” – 2:57
12. „Søfu-ør Paa Allfers Lund” – 2:38
13. „Ulvsblakk” – 6:56

### LP 3 (Nattens Madrigal – Aatte Hymne Til Ulven I Manden)
1. „Hymne I – Wolf and Fear” – 6:16
2. „Hymne II – Wolf and the Devil” – 6:21
3. „Hymne III – Wolf and Hatred” – 4:48
4. „Hymne IV – Wolf and Man” – 5:21
5. „Hymne V – Wolf and the Moon” – 5:14
6. „Hymne VI – Wolf and Passion” – 5:48
7. „Hymne VII – Wolf and Destiny” – 5:32
8. „Hymne VIII – Wolf and the Night” – 4:38

## Twórcy
- Kristoffer „Garm” Rygg – śpiew, teksty utworów, produkcja
- Håvard „Haavard” Jørgensen – gitara, gitara akustyczna, produkcja
- Torbjørn „Aismal” Pedersen – gitara
- Hugh Steven James „Skoll” Mingay – gitara basowa
- Erik Olivier „AiwarikiaR” Lancelot – perkusja, flet, teksty utworów
- Lill Katherine Stensrud – flet, śpiew
- Steinar Sverd Johnsen – fortepian
- Alf Gaaskjønli – wiolonczela
- Kristian Romsøe – producent muzyczny
- Craig Morris – mastering